# Głowno
Głowno este un oraș în Polonia.